# Tafea
Tafea ist die südlichste Provinz des südpazifischen Inselstaats Vanuatu. Die Region umfasst die Hauptinseln Tanna, Aniwa, Futuna, Erromango und Aneityum, sowie einige kleinere Eilande, und schließt sich an die im Norden gelegene Provinz Shefa an.

## Benennung
Ebenso wie die Namen der anderen fünf Provinzen ist Tafea ein Kunstwort, gebildet aus den Anfangsbuchstaben der die Provinz bildenden Hauptinseln bzw. Inselgruppen, hier Tanna, Aniwa, Futuna, Erromango und Aneityum.

## Inseln
Liste der Inseln und Inselgruppen der Provinz Tafea:
| Insel        | Hauptort   | Fläche km² | Bevölkerung 2009 | Gipfel                | Höhe (Meter) | Koordinaten                   |
| ------------ | ---------- | ---------- | ---------------- | --------------------- | ------------ | ----------------------------- |
| Tanna        | Isangel    | 565        | 28.799           | Mount Tukosmera       | 1,084        | 19° 29′ 15″ S, 169° 19′ 50″ O |
| Aniwa        | Ikaokao    | 8          | 341              | .                     | 42           | 19° 15′ 1″ S, 169° 36′ 4″ O   |
| Futuna       | Mohoun'gha | 11         | 535              | Tatafou               | 666          | 19° 31′ 47″ S, 170° 13′ 8″ O  |
| Erromango 1) | Potnarvin  | 975        | 1950             | Mount Santop          | 886          | 18° 48′ 50″ S, 169° 7′ 22″ O  |
| Aneityum 2)  | Anelgauhat | 162        | 915              | Mount Inrerow Atahein | 852          | 20° 11′ 18″ S, 169° 49′ 34″ O |
| Tafea        | Isangel    | 1.721      | 32.540           | Mount Tukosmera       | 1,084        | 19° 30′ S, 169° 30′ O         |

1) einschließlich Vete Manung (Île de la Chèvre, Goat Island) (5,6 km nordöstlich, 12 ha Fläche)
2) einschließlich Inyeug (0,6 km südwestlich, Flughafen von Aneityum), jedoch ohne die abgelegenen, umstrittenen Matthew- und Hunterinseln, die von den Bewohnern von Aneityum als Eigentum betrachtet werden

## Bevölkerung
Auf einer Landfläche von 1628 km² leben heute 32.540 Menschen (Stand der Volkszählung 2009). Die Provinzhauptstadt Isangel liegt an der Westküste von Tanna.